# Kakushigoto
Kakushigoto (かくしごと?), noto anche con il titolo internazionale Kakushigoto: My Dad's Secret Ambition, è un manga shōnen scritto e disegnato da Kōji Kumeta, serializzato da Kōdansha su Monthly Shōnen Magazine a partire dal 5 dicembre 2015.
Il titolo dell'opera è un gioco di parole che, oltre a riferirsi il nome del protagonista (Kakushi Gotō), può contemporaneamente significare "segreto" e "disegnare per lavoro".

## Trama
Kakushi Gotō è un mangaka che, grazie alle sue opere piccanti, è riuscito a trovare successo; temendo però che il suo lavoro avrebbe potuto mettere in imbarazzo la figlia Hime, ha cercato negli anni di nasconderle a tutti i costi la sua reale professione.

## Media

### Manga
| Nº | Data di prima pubblicazione | Data di prima pubblicazione | Data di prima pubblicazione |
| Nº | Giapponese                  | Giapponese                  |                             |
| -- | --------------------------- | --------------------------- | --------------------------- |
| 1  | 17 giugno 2016              | ISBN 978-4-06-377485-6      |                             |
| 2  | 17 ottobre 2016             | ISBN 978-4-06-393029-0      |                             |
| 3  | 17 febbraio 2017            | ISBN 978-4-06-393148-8      |                             |
| 4  | 16 giugno 2017              | ISBN 978-4-06-393209-6      |                             |
| 5  | 17 novembre 2017            | ISBN 978-4-06-510463-7      |                             |
| 6  | 17 maggio 2018              | ISBN 978-4-06-511492-6      |                             |
| 7  | 17 ottobre 2018             | ISBN 978-4-06-513406-1      |                             |
| 8  | 17 aprile 2019              | ISBN 978-4-06-515253-9      |                             |
| 9  | 17 settembre 2019           | ISBN 978-4-06-517104-2      |                             |
| 10 | 15 settembre 2019           | ISBN 978-4-06-517631-3      |                             |
| 11 | 17 marzo 2020               | ISBN 978-4-06-518694-7      |                             |

### Anime
Una serie animata tratta dall'opera fu annunciata in occasione della pubblicazione del decimo volume del manga, il 15 novembre 2019. L'opera, curata dallo studio Ajia-do Animation Works è stata trasmessa a partire dal 2 aprile 2020, per un totale di dodici episodi.